# Esteghlal Teheran
Esteghlal Teheran Football Club (perski. باشگاه فوتبال استقلال تهران - bāszgāh-e futbāl-e esteghlal-e tehrān) – irański klub piłkarski z siedzibą w Teheranie. Założony został w grudniu 1945 roku. Obecnie uczestniczy w rozgrywkach Iran Pro League.
Swoje mecze domowe Esteghlal rozgrywa na stadionie Azadi, który mieści 100 000 kibiców. Od lipca 2017 r. do 2019 r. szkoleniowcem klubu był Niemiec Winfried Schäfer. W 2022 r. pod wodzą trenera i byłego zawodnika drużyny - Farhada Madżidiego - Esteghlal zdobył mistrzostwo kraju. Od 2022 roku rolę trenera pełnił Ricardo Sá Pinto. W roku 2023 trenerem został Dżawad Nekunam.